# Plusiodonta thomae
Plusiodonta thomae är en fjärilsart som beskrevs av Druce. Plusiodonta thomae ingår i släktet Plusiodonta och familjen nattflyn. Inga underarter finns listade i Catalogue of Life.